# Laval-du-Tarn
 Laval-du-Tarn  es una población y comuna francesa, situada en la región de Languedoc-Rosellón, departamento de Lozère, en el distrito de Mende y cantón de La Canourgue.

## Demografía
| 206 | 202 | 163 | 136 | 136 | 109 |
| Para los censos de 1962 a 1999 la población legal corresponde a la población sin duplicidades (Fuente: INSEE [Consultar]) |     |     |     |     |     |